# Цешково-Нове
Цешково-Нове (пол. Cieszkowo Nowe) — село в Польщі, у гміні Бабошево Плонського повіту Мазовецького воєводства.
Населення — 114 осіб (2011).
У 1975-1998 роках село належало до Цехановського воєводства.

## Демографія
Демографічна структура станом на 31 березня 2011 року:
|          | Загалом | Допрацездатний вік | Працездатний вік | Постпрацездатний вік |
| -------- | ------- | ------------------ | ---------------- | -------------------- |
| Чоловіки | 55      | 16                 | 34               | 5                    |
| Жінки    | 59      | 13                 | 32               | 14                   |
| Разом    | 114     | 29                 | 66               | 19                   |